# Kenenisa Bekele
Kenenisa Bekele (Bekoji, Región de Oromia; 13 de junio de 1982) es un atleta etíope especialista en carreras de larga distancia, ha sido dos veces campeón olímpico de 10.000 metros y una de 5.000 metros. Su hermano menor Tariku Bekele es también un atleta de talla internacional.

## Carrera deportiva
Bekele procede de las tierras altas de Etiopía, de donde han salido algunos de los mejores corredores de larga distancia del mundo. Su gran modelo a seguir fue Haile Gebrselassie, dominador de las largas distancias en la década de los 90, de quien se ha convertido en sucesor e incluso ha superado sus logros en la pista.
En el 2001 se proclamó campeón del mundo de campo a través en categoría junior en Ostende, y además fue segundo en el cross corto de la categoría absoluta en esta misma cita.
Al año siguiente en Dublín, con solo 19 años, sorprendió ganando en el Campeonato Mundial de campo a través en la categoría absoluta, tanto en el cross largo como en el cross corto, siendo el primero en conseguir este doblete. En este año se perdió gran parte de la temporada de verano debido a una lesión en el tendón de Aquiles.
En los años 2003 (en Lausana), 2004 (en Bruselas), 2005 (en Saint-Étienne y 2006 en Fukuoka), volvió a repetir este doblete de forma consecutiva, algo que le convierte en el mejor corredor de cross de toda la historia. En 2008 volvió a proclamarse campeón en Edimburgo, donde ya no se corrió el cross corto.
En pista Bekele empezó a competir en el año 2000 en reuniones europeas, demostrando ser uno de los jóvenes talentos con más proyección. Su consagración tuvo lugar en 2003 cuando en los Campeonatos del Mundo de París se proclamó campeón en los 10 000 m y fue tercero en los 5000 m. En los 10 000 venció a sus compatriotas Haile Gebrselassie (plata) y Sileshi Sihine (bronce) completando un triplete etíope por primera vez en unos mundiales. Sus mejores marcas de este año fueron 12:52.26 en 5000 m (en Oslo) y 26:49.57 en 10 000 m (en París).
En 2004 completó un año extraordinario, convirtiéndose en el rey absoluto de las dos pruebas. El 31 de mayo en Hengelo, batió la plusmarca del mundo de los 5000 metros con 12:37.35, y ocho días más tarde en Ostrava, hizo lo mismo con el de 10.000 dejándolo en 26:20.31. Ambas marcas pertenecían precisamente a su compatriota Haile Gebrselassie, que las había obtenido en 1998.
En los Juegos Olímpicos de Atenas 2004 llegó con el objetivo de conseguir el doblete ganando los 5000 y 10.000 metros, algo que nadie había hecho desde Lasse Virén en 1976. Bekele empezó de forma brillante ganando la medalla de oro en 10.000 metros con 27:05.10, por delante de su compatriota Sileshi Sihine (plata) y del eritreo Zersenay Tadesse (bronce). Sin embargo en la prueba de 5000 metros, donde tuvo lugar uno de los enfrentamientos con más expectación de los juegos, Bekele no pudo vencer al marroquí Hicham El Guerrouj, que también iba en busca de un doblete, en 1500 y 5000 metros, que finalmente consiguió. Bekele no pudo despegarse de El Guerrouj durante el transcurso de la carrera, y este, mucho más rápido al final, acabó imponiéndose en el sprint con un tiempo de 13:14.39, mientras Bekele tuvo que conformarse con la plata.
A principios de 2005 Bekele sufrió una tragedia personal cuando su prometida Alem Techale, también atleta y con la que iba a casarse, falleció mientras entrenaba en Etiopía. A pesar del drama, en 2005 Bekele volvió a ser el dominador tanto en cross como en pista. 
El 26 de agosto en Bruselas volvió a batir su propia marca del mundo de los 10.000 metros, ahora dejándolo en 26:17.53. En los Campeonatos del Mundo de Helsinki solo participó en los 10.000 metros, ganando el oro con autoridad en 27:08.33, por delante otra vez de Sihine (plata) y del keniano Moses Mosop (bronce). En los 5.000 metros, su mejor actuación del año fue el 1 de julio en París donde hizo 12:40.18, la mejor marca mundial del año. 
La Federación Internacional de Atletismo (IAAF) nombró a Kenenisa Bekele como el mejor atleta masculino en los años 2004 y 2005.
En 2007, comenzó el año perdiendo el Campeonato del Mundo de Cross, celebrado en Mombasa, ante el eritreo Zersenay Tadesse. Bekele ni siquiera concluyó la carrera, extenuado por el alto ritmo de Tadesse y un sofocante calor. Sin embargo, meses más tarde consiguió otro oro en los 10.000 metros de los Campeonatos del Mundo de Osaka, con un tiempo de 27:05.90, solo cinco segundos menos que su compatriota Sileshi Sihine, en una final bastante apretado hasta la última vuelta.
En los Juegos Olímpicos de Pekín 2008 ganó la medalla de oro en los 10 000 metros, estableciendo un nuevo récord olímpico con un tiempo de 27:01.17 y cinco días más tarde ganó la medalla de oro en los 5000 metros, con otro récord olímpico de 12:57.82
En 2009 Bekele se proclama campeón mundial de 5000 m y 10.000 m en los mundiales de Berlín, imponiéndose sobre el eritreo Zersenay Tadesse (10.000 m) 26:40 y en un apretadísimo sprint con Bernat Lagat (5000 m) 13:17. Bekele también se impone en el circuito de la Golden League ganando las 6 pruebas y recibiendo un premio de un millón de dólares por ello. 
En los juegos olímpicos 2012, perdió la oportunidad de un tercer título olímpico en los 10.000 metros y no se clasificó para los 5000 metros. Ambas pruebas fueron ganadas por el británico Mohamed Farah.
El 6 de abril de 2014 debuta en el Maratón de París, y lo hace con victoria pasando por la meta con un tiempo de 2 horas, 5 minutos y 2 segundos y estableciendo un nuevo récord de la prueba.
El 24 de abril de 2016 corrió el maratón de Londres, logró el tercer lugar de la prueba con un tiempo de 2 horas, 6 minutos y 36 segundos, detrás de los kenianos Stanley Biwott 2:03:51 y Eliud Kipchoge 2:03:05, que fue ganador absoluto haciendo la segunda mejor marca de la historia de la prueba.
El 25 de septiembre de 2016 Bekele logra ser el primero en el Maratón de Berlín, tras un apretado duelo con el keniano Wilson Kipsang que a falta de un kilómetro no pudo resistir el cambio de ritmo impuesto por Bekele. Además, el registro conseguido por el etíope, 2 horas, 3 minutos y 3 segundos, es la tercera mejor marca de la historia del maratón. El tiempo logrado por Bekele también bate el récord etíope de la distancia que estaba en poder de Haile Gebrselassie (2:03:59) desde 2008.
El 29 de septiembre de 2019 Bekele logra el triunfo en el maratón de Berlín logrando una marca de 2:01:41, quedándose a 2 segundos del récord del mundo de Eliud Kipchoge logrado en la edición de 2018.

## Marcas personales

### Al aire libre
- 1.500m - 3:32.35 (Shanghái, CHN, 28/09/2007)
- 3.000m - 7:25.79 (Estocolmo, SWE, 07/08/2007)
- 2 Millas - 8:13.51 (Hengelo, NED, 26/05/2007)
- 5.000m - 12:37.35 (Hengelo, NED, 31/05/2004, Antiguo Récord del Mundo )
- 10.000m - 26:17.53 (Bruselas, BEL, 26/08/2005, Antiguo Récord del Mundo)
- 10k en ruta - 27:49 (Dublín, IRL, 15/04/2012)
- 15k en ruta - 42:42 (Hereenberg, NED, 09/12/2001)
- 10 Millas en ruta - 46:47 (Berna, SUI, 19/05/2018)
- Media Maratón: 1h00:09* (Newcastle, GBR, 15/09/2013; no válido para rankings)
- 25k en ruta - 1h13:48 (Kolkata, IND , 17/12/2017)
- Maratón: 2h01:41 (Berlín, GER, 29/09/2019)

### En pista cubierta
- Milla - 4:01.57 (Nueva York, NY, USA, 03/02/2006)
- 2.000m - 4:49.99 (Birmingham, GBR, 17/02/2007)
- 3.000m - 7:30.51 (Estocolmo, SWE, 20/02/2007)
- 2 Millas - 8:04.35 (Birmingham, GBR, 16/02/2008)
- 5.000m - 12:49.60 (Birmingham, GBR, 20/02/2004, Récord del mundo vigente)